# Otakar Mrkvička
Otakar Mrkvička (né le 19 décembre 1898 à Příbram – mort le 20 novembre 1957) est un peintre et illustrateur tchécoslovaque. Il faisait partie du groupe Devětsil.